# ТЕС Рамат-Негев
31°8′4″ пн. ш. 34°47′17″ сх. д. / 31.13444° пн. ш. 34.78806° сх. д.
ТЕС Рамат-Негев – теплова електростанція у південній частині Ізраїлю, трохи більш ніж за десяток кілометрів на південь від Беер-Шеви у індустріальній зоні Рамат-Ховав. Використовує технологію комбінованого парогазового циклу.
Введена в експлуатацію у 2015 році, станція складається з одного енергоблоку номінальною потужністю 120 МВт. У ньому встановлено дві газові турбіни потужністю по 55 МВт, які через котли-утилізатори живлять одну парову турбіну з показником у 26 МВт. Окрім вироблення електроенергії станція може постачати пару для потреб підприємств індустріальної зони (Adama Makhteshim та інші).
Як паливо станція використовує природний газ, на постачання якого уклали довгостроковий контракт з власниками офшорного газового родовища Тамар. Подача палива здійснюється через Південний газопровід.
Проект реалізували через компанію Ramat Negev Energy, основним власником якої з часткою у 51% є Zorlu Energy.